# هاروهی سوزومیا
هاروهی سوزومیا (به ژاپنی: 涼宮ハルヒの憂鬱, Suzumiya Haruhi no Yūutsu) یک مجموعه لایت ناول ژاپنی به نوشته ناگار تانیگاوا و تصویرگری نوئیزی ایتو است. یک مجموعه تلویزیونی ۱۴ قسمتی انیمه که بر اساس رمان‌هایی به همین نام در سال ۲۰۰۶ ساخته و پخش شد. فصل دوم این مجموعه نیز در ۲۸ قسمت از ۳ آوریل ۲۰۰۹ شروع شده، و تا ۹ اکتبر ۲۰۰۹ ادامه داشت. از مشخصات متمایز کننده این مجموعه، پخش نامرتب قسمت‌های آن در ژاپن است. داستان از دید پسری بدگمان به نام کیئون، همکلاسی هاروهی سوزومیا که به تازگی وارد دبیرستان شده‌است، نقل می‌شود. قسمت‌های سری اول مجموعه آن به ترتیب زمانی عبارتند از: ۲، ۳، ۵، ۱۰، ۱۳، ۱۴، ۴، ۷، ۶، ۸، ۱، ۱۲، ۱۱ و ۹.
در ابتدا این سری با انتشار رمان آن با نام رؤیاهای هاروهی سوزومیا در سال ۲۰۰۳، در ژاپن شروع شد و بعدها از روی آن دو مجموعه تلویزیونی انیمه، چهار مجموعه مانگای جداگانه، یک فیلم پویانمایی، دو قسمت اوان‌ای و چندین بازی ویدئویی ساخته شده‌است.

## شخصیت‌ها
کیئون (به ژاپنی: キョン) به عنوان گوینده داستان و شخصیت اصلی سری است. او دومین نفری است که عضو تشکیلات اس‌اواس می‌شود.
هاروهی سوزومیا (به ژاپنی: 涼宮 ハルヒ Suzumiya Haruhi) یک دختر پرانرژی و مؤسس و رهبر گروهی با نام تشکیلات اس‌اواس با مقصود پیدا کردن بیگانگان، سفر در زمان و ادراک خارج از احساسات است. هاروهی سوزومیا یک دختر زیبای دبیرستانی که دارای خصوصیاتی از قبیل روشن فکر، باهوش، غیرقابل پیش‌بینی، شخصیتی سرکش و شرور، تفکرات خودمدارانه و دارای قدرت فوق‌العاده‌ای برای تغییر جهان است. اما او کاملاً از قدرت خود و تأثیر آن بر روی جهان خارجی بی‌خبر است.
یوکی ناگاتو (به ژاپنی: 長門 有希 Nagato Yuki) یک دختر خجالتی و ساکت که سومین نفری است که عضو تشکیلات اس‌اواس می‌شود. ناگاتو از ابراز کردن احساساتش عاجز است و نقش نهاد داده‌ها را ایفا می‌کند که شامل مسئولیت نظارت بر روی هاروهی سوزومیا و همچنین تحقیق دربارهٔ وقایع رخ داده از سه سال قبل تا زمان حال را به عهده دارد.
میکورو آساهینا (به ژاپنی: 朝比奈 みくる Asahina Mikuru) چهارمین نفری است که بر خلاف میل خود عضو تشکیلات اس‌اواس می‌شود. او بسیار جذاب و خجالتی است و هاروهی سوزومیا اغلب او را اذیت می‌کند. او کسی است که در زمان سفر می‌کند و از آینده برای دیدن هاروهی سوزومیا برگشته است.
ایتسوکی کویزومی (به ژاپنی: 古泉 一樹 Koizumi Itsuki) پنجمین نفری است که عضو تشکیلات اس‌اواس می‌شود. او دارای ادراک خارج از احساسات است.